# سميرة محمد علي
سميرة محمد علي (بالإنجليزية: Samira Mohamed Ali)‏ هي مقدمة تلفزيونية بريطانية، ولدت في 15 ديسمبر 1984 في دبي في الإمارات العربية المتحدة.

## وصلات خارجية
- الموقع الرسمي
- سميرة محمد علي على موقع IMDb (الإنجليزية)